# NGC 4932
NGC 4932 (другие обозначения — UGC 8150, MCG 9-21-89, ZWG 270.40, PGC 45015) — спиральная галактика (Sc) в созвездии Гончие Псы.
Этот объект входит в число перечисленных в оригинальной редакции «Нового общего каталога».
В галактике вспыхнула сверхновая SN 2001dr типа II, её пиковая видимая звездная величина составила 16,5.